# Лі Хуей (дипломат)
Лі Хуей (кит.: 李辉, нар. лютий 1953) — китайський дипломат. Спеціальний представник КНР у справах Євразії (з 2019), Спеціальний представник КНР з врегулювання Російсько-української війни (з 2023).

## Життєпис
Народився у лютому 1953 року в провінції Хейлунцзян. 
Співробітник Міністерства закордонних справ КНР з 1975 року. 

### Кар'єра
- Співробітник відділу СРСР і Європи МЗС КНР (1975—1981);
- Аташе посольств КНР в СРСР, третій секретар, другий секретар (1981—1985);
- Другий секретар відділу СРСР і Європи МЗС КНР, заступник начальника відділу, перший секретар (1985—1990);
- Перший секретар Посольства КНР в СРСР (1990—1991);
- Перший секретар Посольства КНР у РФ (1991—1992);
- Перший секретар Посольства КНР у Казахстані, радник (1992—1995);
- Радник Департаменту Європи та Азії МЗС КНР, заступник начальника Департаменту (1995—1997);
- Надзвичайний і Повноважний Посол КНР у Казахстані (1997—1999);
- Начальник відділу Європи та Азії МЗС КНР (1999—2003); Помічник міністра закордонних справ КНР (2003—2008);
- Заступник міністра закордонних справ КНР (2008—2009);
- Надзвичайний і Повноважний Посол Китайської Республіки у РФ (2009—2019)[7][3];
- З 2019 року — спеціальний представник уряду КНР у справах Євразії[8].

26 квітня 2023 року призначений спеціальним представником КНР з врегулювання російсько-української війни.
16-17 травня 2023 року Лі Хуей відвідав Україну, де зустрівся з головою МЗС України Дмитром Кулебою. На зустрічі було зазначено, що Україна не сприймає жодних пропозицій, які б передбачали втрату її територій або заморожування конфлікту. 
В офісі Президента України взяв участь у брифінгу щодо поточної безпекової ситуації в Україні, який провели для делегації КНР.